# Acartophila
Acartophila é um gênero de traça pertencente à família Agonoxenidae.